# Os três mundos do capitalismo de bem-estar social
Os Três Mundos do Capitalismo de Bem-Estar Social é um livro sobre teoria política escrito pelo sociólogo dinamarquês Gøsta Esping-Andersen, publicado em 1990. A obra é a mais influente e citada de Esping-Andersen, delineando três tipos principais de estados de bem-estar social, nos quais as nações capitalistas desenvolvidas modernas se agrupam.    A obra ocupa status seminal na análise comparativa dos estados de bem-estar social da Europa Ocidental e de outras economias capitalistas avançadas. 
Foi descrito como a pesquisa mais influente sobre o estado de bem-estar social do período contemporâneo.   O trabalho questionou formas bem estabelecidas de pensar sobre as diferenças entre os estados de bem-estar social nas democracias capitalistas avançadas.  Na época em que este livro foi escrito, Gøsta Esping-Andersen era professor no Instituto Universitário Europeu, em Florença.

## Tipologia do capitalismo de bem-estar
Em Os Três Mundos do Capitalismo de Bem-Estar Social, Esping-Andersen descreve uma tipologia do capitalismo de bem-estar social numa tentativa de classificar os estados de bem-estar social ocidentais contemporâneos como pertencentes a um dos três "mundos do capitalismo de bem-estar social".  Os três tipos são caracterizados por um regime específico do mercado de trabalho e também por uma trajetória específica de emprego pós-industrial. 
Os três tipos são:
- Regimes liberais, caracterizados por assistência modesta, com comprovação de renda, e direcionados a beneficiários de baixa renda, geralmente da classe trabalhadora. Suas regras rígidas de direitos são frequentemente associadas ao estigma. Esse tipo de Estado de bem-estar social incentiva soluções de mercado para problemas sociais — seja passivamente, garantindo apenas um mínimo, seja ativamente, subsidiando diretamente programas privados de bem-estar social.
- Regimes conservadores, tipicamente moldados por valores familiares tradicionais, tendem a incentivar dinâmicas de assistência baseadas na família. O seguro social nesse modelo normalmente exclui esposas que não trabalham, e os benefícios familiares incentivam a maternidade. A assistência estatal normalmente só intervém quando a capacidade da família de ajudar seus membros se esgota.
- Regimes social-democratas, sistemas universalistas que promovem a igualdade de altos padrões, em vez da igualdade de necessidades mínimas. Isso implica a desmercantilização dos serviços de assistência social, para reduzir a divisão introduzida pelo acesso baseado no mercado a esses serviços, bem como a socialização preventiva dos custos de cuidar de crianças, idosos e pessoas desamparadas, em vez de esperar até que a capacidade da família de sustentá-los se esgote. Isso resulta no compromisso com uma pesada carga de serviços sociais, o que introduz o imperativo de minimizar os problemas sociais, alinhando assim os objetivos do sistema com o bem-estar e a emancipação (tipicamente por meio de políticas de pleno emprego ) daqueles que ele apoia.

Desde a sua publicação, a tipologia tem sido amplamente utilizada na investigação e na teoria académica,  e tem gerado muito debate sobre o tema da natureza do estado-providência.  A conveniência da abordagem do trabalho foi afirmada por vários estudiosos comparativos do estado-providência. 
No livro, Esping-Andersen criticou os modelos teóricos anteriores do estado-providência como "inadequados", argumentando que a sua análise se baseava demasiado na comparação enganosa das despesas agregadas do estado-providência,  e também argumentou que a despesa pública já não deveria ser uma medida de comparação e que deveríamos procurar substituí-la por outras medidas.  Em vez da despesa, Esping-Andersen construiu a sua tipologia numa rica base de dados de características detalhadas dos programas. 

### Leste Asiático
Ao usar três categorias em sua tipologia, o autor observa que o Leste Asiático pode não se encaixar estritamente em uma única categoria, mas pode ser visto como um híbrido de modelos liberais e conservadores.  Ao aplicar a tipologia de Esping-Anderson ao Japão, Gregory J. Kasza postula que vários fatores são ignorados pelo modelo e tipologias semelhantes. De acordo com Kasza, o regime de política social de um estado não deve ser abordado como um todo coerente, mas sim como um produto de várias políticas fragmentadas e até contraditórias que são o resultado da interação entre atores políticos e processos de formulação de políticas. O caráter estatístico e quantitativo das tipologias – como a de Esping-Anderson – é argumentado para descontextualizar o desenvolvimento de regimes de bem-estar ao negligenciar o papel de fatores históricos, diversos atores políticos e processos de formulação de políticas, levando assim a falsas suposições sobre regimes de bem-estar. 

### Sul da Europa
Outros estudiosos, incluindo Maurizio Ferrera, argumentam que o modelo não se aplica inteiramente a países do sul da Europa, como Itália, Espanha, Portugal e Grécia. Esses modelos são, por um lado, conservadores, visto que se baseiam em laços familiares. Mas, por outro, também apresentam altos níveis de pensões governamentais que, na rede familiar extensa, são frequentemente usadas para sustentar também os jovens desempregados.